# Landschaftsschutzgebiet Freiflächen südwestlich Heinrichsthal
Das Landschaftsschutzgebiet Freiflächen südwestlich Heinrichsthal mit 1,3 ha lag im Stadtgebiet von Meschede im Hochsauerlandkreis. Es wurde 1994 mit dem Landschaftsplan Meschede durch den Kreistag des Hochsauerlandkreises als Landschaftsschutzgebiet (LSG) ausgewiesen. Das LSG wurde als Landschaftsplangebiet vom Typ B, Kleinflächiger Landschaftsschutz, ausgewiesen und ist eines von 102 Landschaftsschutzgebieten in der Stadt Meschede. Dort gibt es ein Landschaftsschutzgebiet vom Typ A, 51 Landschaftsschutzgebiete vom Typ B und 50 Landschaftsschutzgebiete vom Typ C. Es gehörte zum Naturpark Sauerland-Rothaargebirge und umfasste landwirtschaftliche Offenlandbereiche. Seit 2020 gehört die Fläche zum Landschaftsschutzgebiet Offenland südlich Heinrichsthal / Wehrstapel.

## Schutzzweck
Die Ausweisung erfolgte zur Sicherung der Vielfalt und Eigenart der Landschaft im Nahbereich der Ortslagen und der alten landwirtschaftlichen Vorranggebiete durch Offenhaltung. Ferner wegen der besonderen Bedeutung für die Erholung.

## Rechtliche Vorschriften
Wie in den anderen Landschaftsschutzgebieten im Stadtgebiet besteht im LSG ein Verbot Bauwerke zu errichten. Vom Verbot ausgenommen sind Bauvorhaben für Gartenbaubetriebe, Land- und Forstwirtschaft. Die Untere Naturschutzbehörde kann Ausnahme-Genehmigungen für Bauten aller Art erteilen. Wie in den anderen Landschaftsschutzgebieten vom Typ B in Meschede besteht im LSG ein Verbot der Erstaufforstung und Weihnachtsbaum-, Schmuckreisig- und Baumschul-Kulturen anzulegen.